# Pretzelmaker
O Pretzelmaker é uma cadeia de lojas franquiadas de propriedade e exploração independentes, especializadas em pretzels enrolados à mão, smoothies e bebidas frias. É uma marca de franquia do portfólio do Global Franchise Group. Possui mais de 280 lojas nos Estados Unidos e internacionalmente.

## História
O fundador Jeffery Tripp abriu a primeira loja Pretzelmaker em 1991. Mudou o nome da empresa para Pretzelmaker para efeitos de franchising a nível nacional. Charles L. Smith foi o presidente fundador da Pretzelmaker, Corporation, juntamente com Bruce W. Stratford, Conselho Jurídico e Diretor Financeiro. J. Kelly Hansen e Stephen A. Thorpe dirigiam as operações cotidianas como co-fundadores e vice-presidente de vendas e vice-presidente de operações, respetivamente. A marca cresceu rapidamente para mais de 100 franquias vendidas, com 40 lojas em funcionamento em 1995, altura em que foi comprada por um grupo de investidores que ajudaram a tornar a Pretzelmaker um pilar dos centros comerciais, especialmente no Costa Oeste. Don Cox, Marc Geman, Tony Joseph e Dale Fowler compraram a empresa em 1995 com um pequeno grupo de investidores. Nos 36 meses seguintes, este grupo levou a empresa de 11 lojas abertas para 288. O Diretor de Operações Tony Joseph e a sua equipa de operações foram a força motriz, abrindo 7 locais por mês. O Sr. Joseph deu formação a todos os franchisados nos Estados Unidos, Canadá, Coreia do Sul, Tailândia, Hong Kong e Singapura. Em 1998, a Pretzelmaker foi eleita a franquia alimentar de crescimento mais rápido nos Estados Unidos, de acordo com a Restaurant News e a Entrepreneur Magazine. Dale Fowler era o Vice-Presidente Sênior de Marketing. O Sr. Fowler colocou a Pretzelmaker no mapa com artigos nos media dos principais jornais e revistas de todos os Estados Unidos. Don Cox foi o Presidente até ser demitido das suas funções em 1998. Marc Geman foi o CEO até a empresa ser vendida em 1999.
A primeira loja Pretzel Time abriu em Trumbull, Connecticut. A empresa foi originalmente constituída como Mr. Pretzel Inc. em 1991, mas rapidamente mudou o seu nome para Pretzel Time na altura em que se tornou uma loja popularmente franquiada em centros comerciais no Nordeste.
Em 1999, a Mrs. Fields Famous Brands adquiriu a Pretzelmaker. Mais tarde, vendeu as marcas à NexCen em 2007, numa transação total combinada de US$ 29,7 milhões. Em 1996, a Mrs. Fields adquiriu a extinta Hot Sam, que fundiu com a Pretzelmaker em 2005.
O Global Franchise Group (GFG) adquiriu a NexCen Franchise Management em 2010 e fundiu a Pretzel Time e a Pretzelmaker numa única marca, a Pretzelmaker. Atualmente, a Pretzelmaker é o segundo maior retalhista de pretzels acabados de cozer, enrolados e torcidos à mão.
Em 28 de junho de 2021, o Global Franchise Group anunciou que seria adquirido pela FAT Brands, proprietária da Fatburger e da Johnny Rockets. A aquisição foi concluída em 22 de julho.

## Produtos
A linha de pretzels da Pretzelmaker inclui 10 sabores, e uma variedade de molhos para mergulhar são fornecidos. É o inovador do Pretzel Dog e do Pretzel Bites.